# Milford (Massachusetts)
Milford is een town in Worcester County, Massachusetts, Verenigde Staten. In 2000 had de plaats een inwonertal van 26799 en waren er 10420 huishoudens.

## Bekende inwoners
- Vincent Connare, letterontwerper
- Joseph E. Murray (1919-2012), chirurg en Nobelprijswinnaar (1990)
- Erik Per Sullivan, acteur

## Externe link

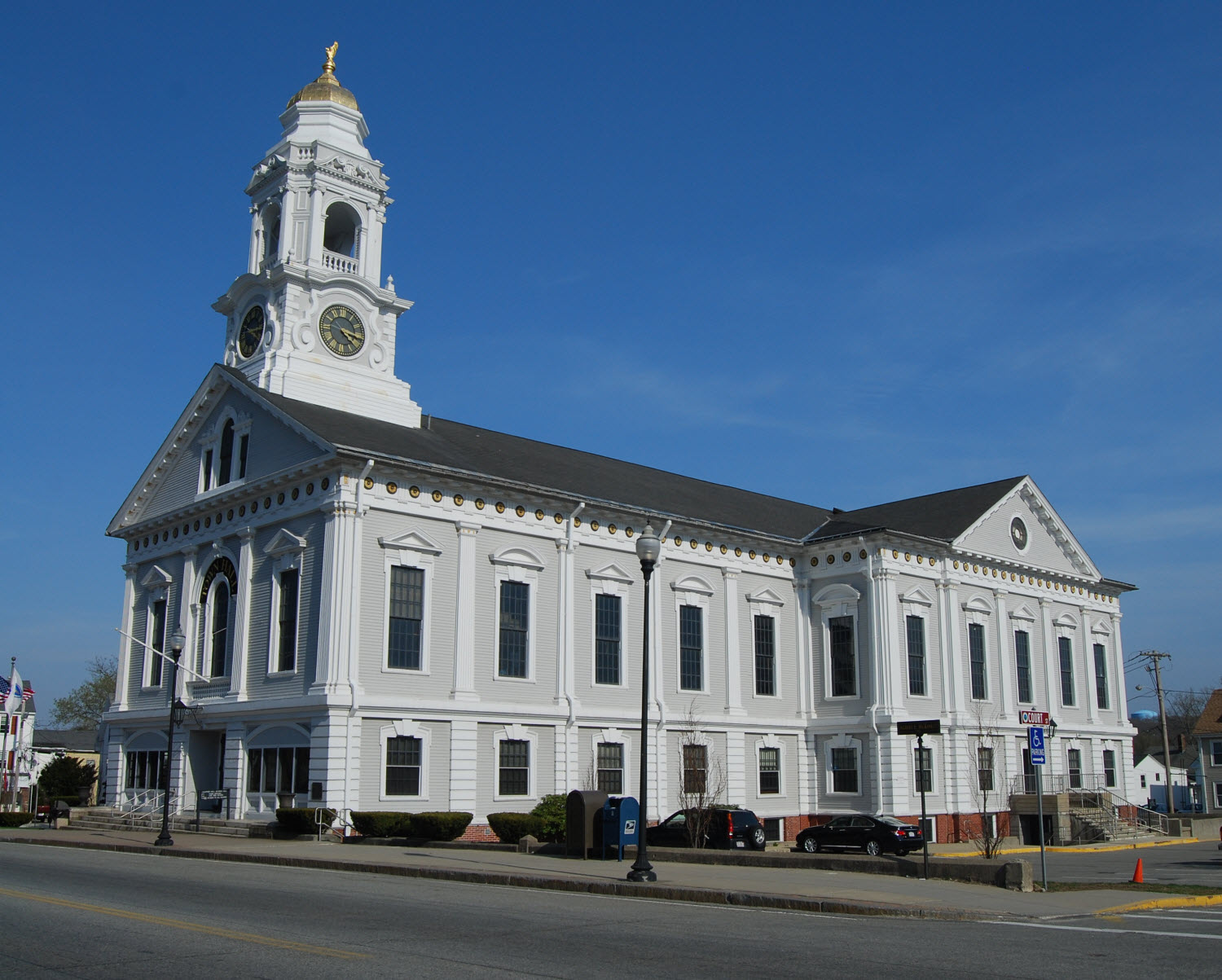
Gemeentehuis van Milford